# Nogaro
Nogaro – miejscowość i gmina we Francji, w regionie Oksytania, w departamencie Gers. Nazwa miejscowości pochodzi od nazwy rośliny – orzecha (fr. noyer).
Według danych na rok 1990 gminę zamieszkiwało 2008 osób, a gęstość zaludnienia wynosiła 182 osób/km² (wśród 3020 gmin regionu Midi-Pireneje Nogaro plasuje się na 182. miejscu pod względem liczby ludności, natomiast pod względem powierzchni na miejscu 1016.).
W Nogaro urodził się Paul Armagnac – francuski kierowca wyścigowy. W gminie znajduje się nazwany na jego cześć tor wyścigowy Circuit Paul Armagnac. 